# 牧秀悟
牧 秀悟（まき しゅうご、1998年4月21日 - ）は、長野県中野市出身のプロ野球選手（内野手）。右投右打。横浜DeNAベイスターズ所属。

## 経歴

### プロ入り前

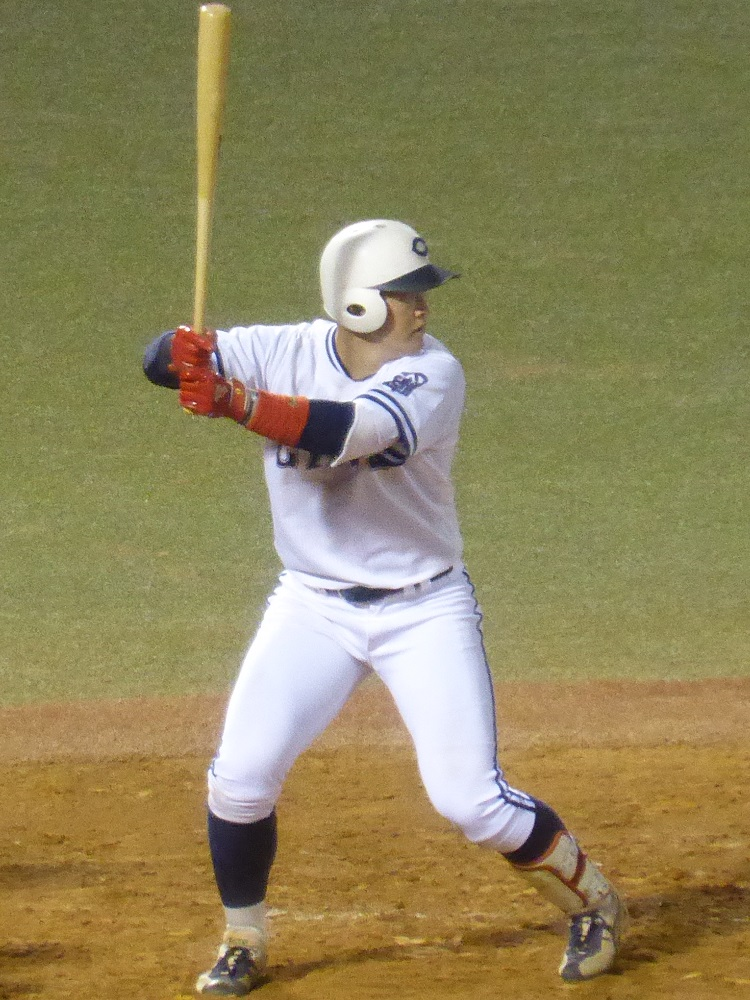
2019年11月18日 中央大学時代

長野県中野市一本木出身。中野市立中野小学校1年生だった2005年に兄が所属する小学3年生以上の野球チーム「キングアニマルズ」に入れてもらって野球を始め、2年生だった2006年の秋から4番を打つようになる。当時の監督によれば、牧は積極的な性格で、自身が「4番を打ちたい人」と聞いた際に唯一手を挙げたことから4番打者を任せたという。
小学生時代は読売ジャイアンツ（巨人）のファンだった。小学校4年生だった2008年5月13日には、長野オリンピックスタジアムで開催された横浜ベイスターズ（後に所属する横浜DeNAベイスターズの前身球団）対巨人戦を巨人ファンの集まる左翼席で観戦しており、巨人の兄弟会社である読売新聞東京本社が発行する『読売新聞』の取材を受け、巨人の主軸打者だったアレックス・ラミレス（後のDeNA監督）のホームランボールが飛んでくることを期待するコメントをしていた。5年生・6年生のころには通算53本塁打を記録し、6年生だった2010年には第43回中野市ちびっこ野球大会で優勝を果たす。両親が共働きだったため、祖父と野球の練習をするのが日課で、祖父が庭にネットを張り毎日打撃練習に励んでいた。小学校時代は二刀流でプレーしており、通算53本塁打を記録したほか、投手としても完全試合を2回達成している。
中野市立南宮中学校在学時は若穂リトルシニアに所属し、立ち上げたばかりのチームだったが2年（2012年）、3年（2013年）と全国大会にも出場した。
松本第一高等学校では、1年生の2014年春から中軸を打ち、3年春の県大会に優勝も、2年夏と3年夏はいずれも県大会初戦敗退。牧が在学した時代の松本第一は歴代最強の時代と言われ、2年生の牧が4番を打っていた2015年の夏は第4シード、3年生に進級した2016年夏は春に長野県大会を優勝し、第1シードを取りながら敗れてしまう2年連続での大番狂わせだった。2年夏、3年夏とノーシード校に初戦敗退を喫しているため、牧の高校時代の情報は極端に少なく、かつての高校のキャプテン・宮崎大瑚も「高校時代のことを、秀悟が話しているところって見たことないですね。僕らも未だにちゃんと話をしたことはないですから」と証言している。高校では2学年上に百瀬大騎がいた。プロからも注目されたが、高校卒業時はプロ志望届を提出せず、中央大学商学部会計学科への進学を選択した。
中央大学硬式野球部では1年の2017年から遊撃手のレギュラーを獲得し、3年時の2019年から二塁手へコンバートされた。3年時には春季リーグ戦で首位打者となり、同年秋季リーグではMVPを受賞した。また3年夏には日米大学野球選手権大会の日本代表にも選ばれている。3年生だった2020年3月には後に所属するDeNAとの練習試合で3安打を打ち、スカウトらから高評価を得た。大学通算成績は打率.285、82安打、5本塁打、50打点。ベストナイン4回（遊撃1、二塁3）。中央大学では3年時から副主将を任され、4年時に主将を務めた。大学の3学年上に鍬原拓也、同期に五十幡亮汰、1学年下に古賀悠斗、2学年下に森下翔太、北村恵吾、3学年下に西舘勇陽、石田裕太郎がいる。
2020年10月26日に行われたプロ野球ドラフト会議を前に、ドラフト候補の中では貴重な右打ちの長距離打者として注目され、同会議当日には横浜DeNAベイスターズから2巡目で指名を受けた。同年11月23日、契約金7700万円、年俸1300万円（金額は推定）で仮契約した。背番号は2。担当スカウトは河原隆一。なお中日ドラゴンズのチーフスカウトを務めていた米村明は、ドラフト会議前に牧を2位指名候補として検討していたが、指名順がDeNAより後になったため指名できなかったと語っている。

### DeNA時代
2021年、本職は二塁手であるが、レギュラー一塁手候補であったネフタリ・ソトの来日が遅れたためキャンプ中から一塁手の守備練習を続け、オープン戦では9試合に出場し、打率.273と結果を残し、3月26日の読売ジャイアンツとの開幕戦（東京ドーム）で「3番・一塁手」としてデビュー。翌日には高梨雄平から打った打球が一塁への内野安打となり、プロ初安打を記録した。3月28日の巨人戦でプロ初打点、3月31日の東京ヤクルトスワローズ戦では高梨裕稔からプロ初本塁打を記録した。

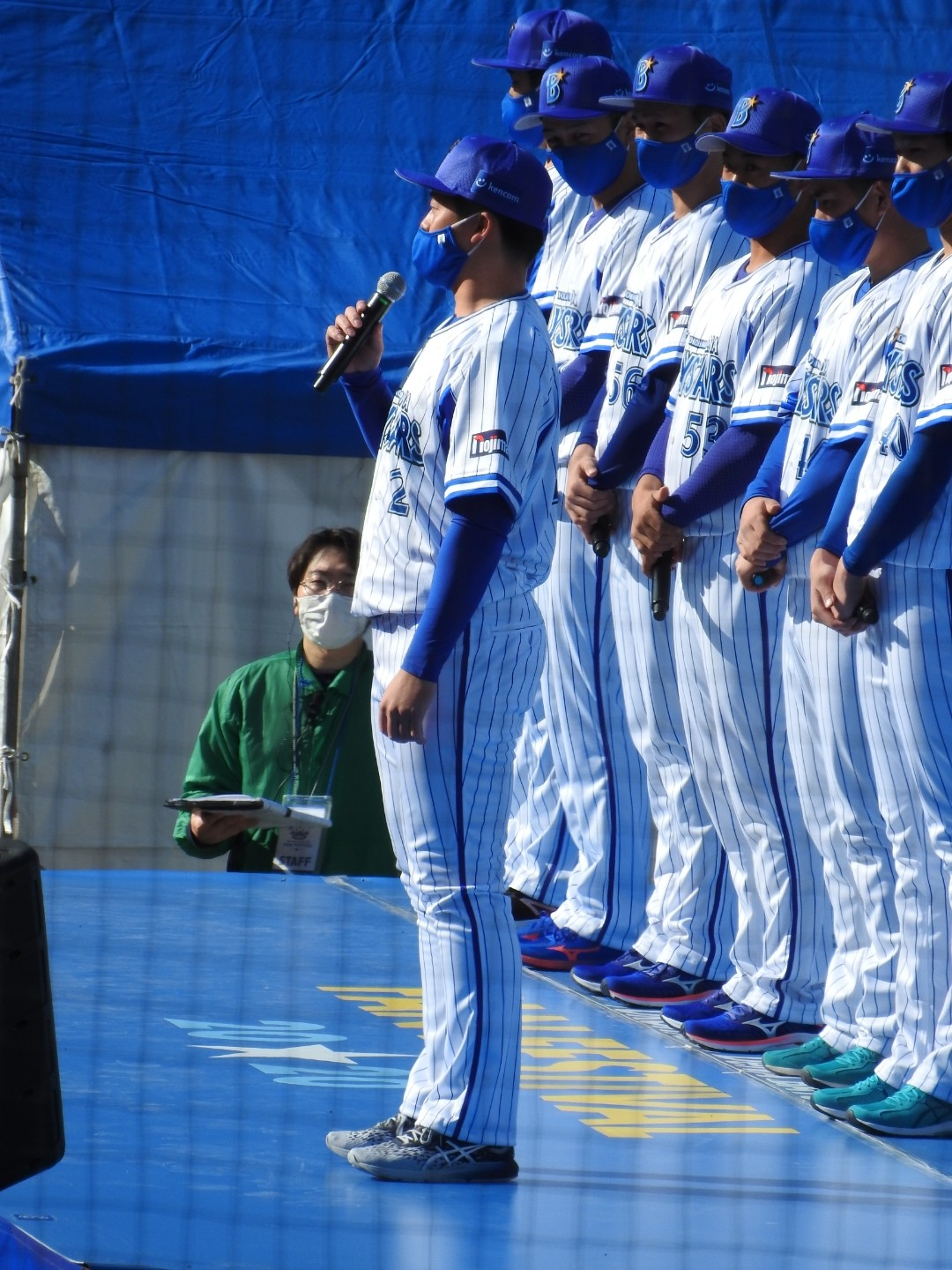
2020年12月6日 横浜スタジアム（ファン感謝祭での挨拶）

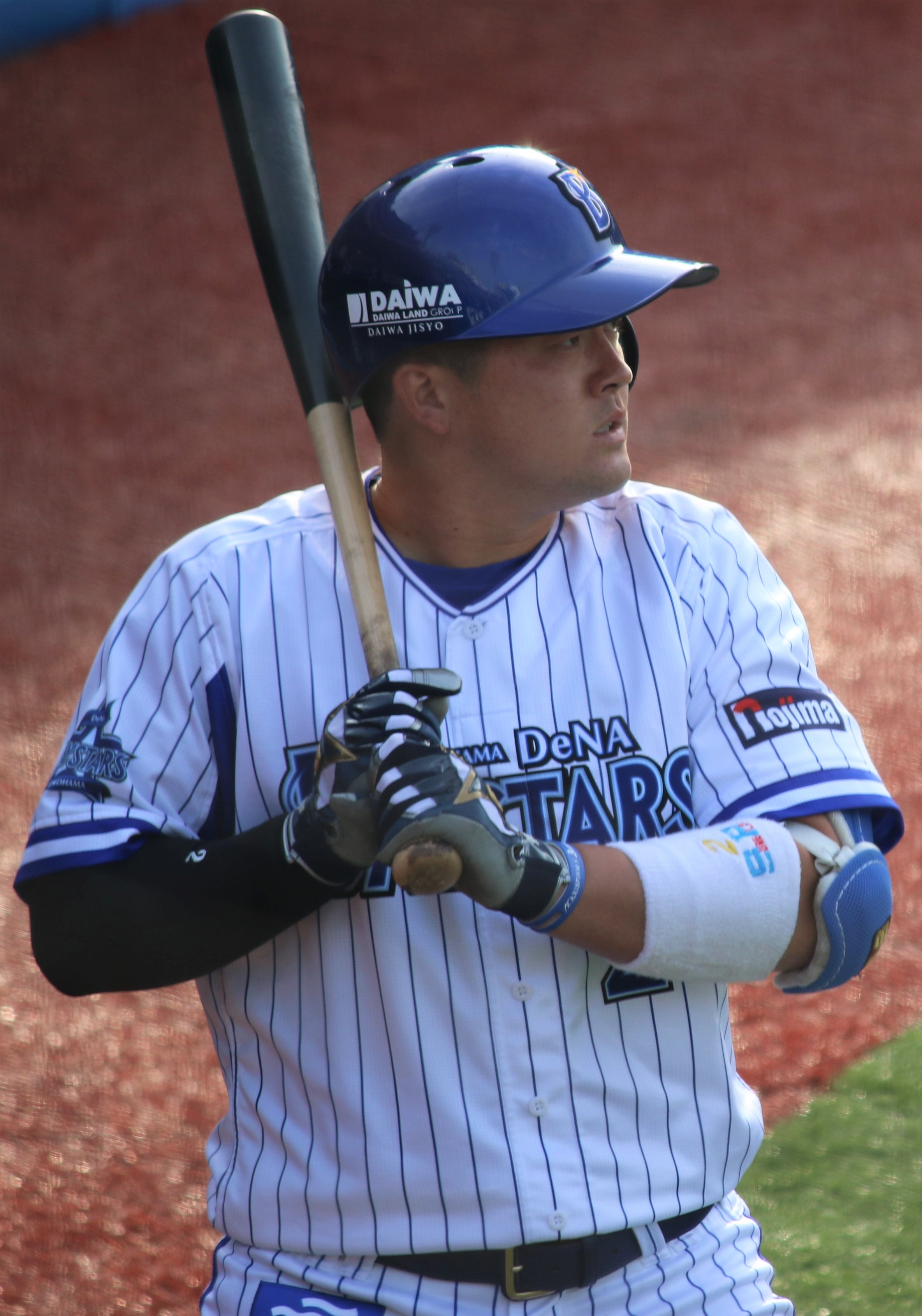
2021年3月6日 横浜スタジアム

4月15日にソトが合流すると本職である二塁手として出場を続け、6月8日の埼玉西武ライオンズ戦（メットライフドーム）ではシーズン7度目の猛打賞を記録し、1959年に桑田武が記録した新人球団記録に並んだ。前半戦は81試合出場で、打率.277、12本塁打、38打点を記録した。
8月25日の阪神タイガース戦（京セラドーム）では令和初のサイクル安打を達成。新人選手のサイクル安打は2019年のオールスターゲームで近本光司が達成して以来、公式戦では史上初。9月28日のヤクルト戦でシーズン117安打目を記録し、1959年に桑田が記録した球団の新人最多安打記録に並ぶと、翌日の同カードで球団の新人最多安打記録を更新した。タイラー・オースティンが負傷離脱した10月6日の阪神戦からは、球団新人としては黒木基康以来、61年ぶりの4番に起用された。10月26日のヤクルト戦では長嶋茂雄の持つセ・リーグ新人最多二塁打記録を塗り替えたほか、前の試合から5打席連続二塁打で連続打席二塁打のNPB新記録を樹立した。最終的には打率.314、22本塁打、71打点の好成績を残し、清原和博以来となる新人3割20本を達成した。また、球団新人としても1967年の松岡功祐以来、54年ぶりとなる規定打席到達者で、打率3割越えは初である。
オフの12月15日に開催されたNPB AWARDS 2021ではセ・リーグの新人特別賞を受賞。同賞は他に奥川恭伸・佐藤輝明・中野拓夢・伊藤将司の4名も受賞したが、新人王投票ではそれぞれ12票・8票・5票・4票であり、牧は新人王に選出された栗林良吏の201票に次ぐ76票を集めた。契約更改では5700万円増となる推定年俸7000万円でサイン。NPBの2年目野手では近本光司（4500万円）、球団の2年目選手では東克樹（5550万円）を上回り史上最高額、投手も含めたNPBの2年目選手としては松坂大輔・菅野智之に並ぶ史上2位タイの年俸となった。オフには同じ内野手の先輩である大和に志願し、合同自主トレを行った。
2022年、1月27日に新型コロナウイルスに感染し、春季キャンプは二軍スタート。2月22日に一軍昇格するとオープン戦では好調を維持し、3月9日には三浦大輔監督から開幕戦での4番起用を明言された。2年目の選手が4番に座るのは球団としては桑田武以来62年ぶりのことだった。開幕から勝負強いバッティングでチームの勝利に貢献していたが、甲子園遠征中だった4月7日にチーム内で多数の選手やスタッフの新型コロナウイルス感染が判明し、牧も再び陽性判定を受け、NPBの特例2022の適用選手として登録抹消となった。4月20日に一軍復帰し、4月21日の阪神戦では、齋藤友貴哉からバースデーアーチとなる3点本塁打を放った。5月は打率.329、8本塁打、25打点と高い成績を残し、自身2度目の月間MVPを受賞。マイナビオールスターゲーム2022では、セ・リーグの二塁手部門でファン投票1位を獲得し、初選出された。7月19日の中日戦で試合中に足を痛め途中交代し、左足関節骨棘障害と診断を受け3試合欠場した。8月21日の広島戦（横浜）で大道温貴から本塁打を放ち、2年連続の20本塁打を達成。新人から2年連続の20本塁打は球団史上初だった。出場した試合は全て4番打者を務め、最終的に打率.291、24本塁打、87打点の成績を残し、36本の二塁打はリーグトップ、87打点は大山悠輔（阪神）と並ぶリーグ2位タイだった。この好成績で11月24日には同年シーズンのベストナインに初選出された。12月13日には1億2000万円で契約を更改した。
2023年は、シーズンが始まってからはなかなか調子が上がらず、4月終了時点で打率.235、直球系の打率は.208とWBCから戻りNPBの投手への対応に苦戦したが、5月に入ると打率.304、7本塁打と徐々に復調を見せる。6月18日の千葉ロッテマリーンズ戦（横浜）では、球団が事前に公募した牧のそっくりさん17人が集合したイベントを開催。この試合で牧はロッテの先発佐々木朗希から同点打と勝ち越し打を決める4安打2打点の活躍で、チームは勝利し交流戦単独首位に浮上。最終的に交流戦では打率.380、2本塁打、13打点の活躍を見せ、チームの交流戦初優勝に大きく貢献し、日本生命セ・パ交流戦 優秀選手賞を受賞した。7月23日、中野市栄誉賞を授与された。8月12日の巨人戦（東京ドーム）では、山﨑伊織から20号本塁打を放ち、清原和博以来6人目のルーキーイヤーから3年連続で20本塁打を達成した。8月25日の中日戦（バンテリンドーム ナゴヤ）で、史上初の新人年からの3年連続30二塁打に到達。そして8月は打率.362、7本塁打、26打点と好成績を残し、自身3度目となる月間MVPを受賞。9月18日の対阪神24回戦（甲子園球場）では、延長10回表に石井大智から右翼線へ決勝打となる2点適時三塁打を放ち、自身初となる100打点を達成した。最終的には143試合に出場して559打数、164安打、打率.293、29本塁打、103打点の成績を残したが、これらの記録とは別に同年6月15日の対北海道日本ハムファイターズ戦（横浜スタジアム）で初回裏に先制3点本塁打、2回裏に左前打の計2安打を記録したものの、同試合は2回裏に降雨ノーゲームとなっている。10月4日、同年シーズンの最多打点と最多安打を初受賞した。なお、最多安打は阪神タイガースの中野拓夢と共に受賞した。11月27日、2年連続となるベストナインを受賞した。12月18日、翌年より佐野恵太に代わり主将を務めることが発表された。25歳の主将は、2023年12月時点で12球団最年少となる。12月20日には2億3000万円で契約を更改した。これはNPB4年目の選手としてはダルビッシュ有や大谷翔平を上回り史上最高額である。12月15日、出身の「中野市スポーツ大使」の第1号に就任した（任期は2026年12月14日まで）。
2024年のオープン戦期間中に体調不良を起こすも開幕には間に合せた。開幕から4番打者を務めるもなかなか一発が出ず、同年初本塁打は4月17日の広島戦、63打席目での初本塁打はプロ入り最遅であった。21日のヤクルト戦では2年ぶりのバースデーアーチとなるソロ本塁打を打った。5月18日の中日戦で内野ゴロを打って敵失を招く全力疾走をした際に、右膝裏の張りを訴えて途中交代すると、翌日の試合では2022年7月20日の中日戦以来約2年ぶりのベンチスタートとなり、そのまま同日の試合に出場することはなかった。のちに右太腿裏の肉離れと診断され、21日の試合前にも球場入りし、牧本人は肉離れの症状は軽く打撃は可能であるとして出場を希望していたものの、首脳陣は再発を危惧して牧を説得し、同日に出場選手登録抹消となった。負傷による登録抹消はプロ入り2度目であった。5月31日、二軍戦での調整を経ずに出場選手登録され、同日の対日本ハム戦（エスコンフィールドHOKKAIDO）で代打出場した。翌6月1日の同カードでは「6番・指名打者」でスタメン復帰し、同点で迎えた9回に田中正義から決勝ソロ本塁打を打った。6月9日の福岡ソフトバンクホークス戦（横浜スタジアム）では、中央大学での後輩である新人・石田裕太郎が初登板初先発する中で「4番・二塁手」として出場し、1回裏に和田毅から左翼席上段へ満塁本塁打を放って初勝利を援護した。1回に4番打者が満塁本塁打を放ったのはNPB史上33人目（36度目）で、球団では1988年5月3日のカルロス・ポンセ以来2人目である。7月15日の広島戦（横浜スタジアム）のアドゥワ誠から放った2点本塁打で通算300打点に到達した。プロ4年目での到達は球団最速で、NPB史上でも2001年の高橋由伸以来10人目である。ファン投票で3年連続となるオールスターゲームに選出されると、7月23日の第1戦では第2打席で山﨑福也から丸佳浩に続く2者連続本塁打にて、オールスター初本塁打を記録。更に第3打席でアンダーソン・エスピノーザから2打席連続となる2点本塁打を記録し、この活躍から第1戦のMVPに選出された。例年は勝負強さが売りだったが、この年は得点圏打率は2割前後と不調で、8月からは4番をオースティンに譲って別の打順（主に2番）で起用されるようになった。8月20日の中日戦（横浜スタジアム）ではシーズン100安打目となる左前適時打を打ち、球団史上3人目となる、新人から4年連続100安打に到達した。9月10日、阪神戦でシーズン30二塁打に到達し、自身の持つプロ1年目からの連続シーズン30二塁打のプロ野球記録を4年連続に更新。また、この日1打点を挙げて通算325打点とし、4年目までの通算打点数で、長嶋茂雄の324打点を上回り歴代単独6位となった。9月11日には村上頌樹の1ボール1ストライクから左翼席へ先制ソロ本塁打を打ち、新人から4年連続の20号を達成。有藤道世、原辰徳、清原和博、石井浩郎に次ぐ日本プロ野球史上5人目の達成であり、球団としては初である。オースティンがベンチスタートとなった9月29日の阪神戦では久しぶりに4番打者として先発出場した。この年は走塁の意識改革を図るチーム方針から、走塁コーチを兼務する石井琢朗や走塁アナリストの佐竹学とともに春季キャンプより機動力向上にも励み、4月時点で成功率100%でシーズン自己最多の4盗塁を決めた。成功率100%のまま、9月13日には自身初の2桁盗塁である10盗塁に到達し、2桁本塁打&2桁盗塁到達はセ・リーグ1番乗り、20本塁打&10盗塁到達は12球団で1番乗りとなった。
クライマックスシリーズでは、阪神と対戦したファーストステージ（甲子園）で打率.625とチームを勢いづけて2連勝。巨人とのファイナルステージ（東京ドーム）では、第3戦の3回裏一死満塁のピンチの場面で中前へ抜けそうな強い打球に飛びつき併殺を完成させるなど守備でも躍動。第6戦では同点で迎えた9回表に二塁走者の森敬斗が三塁へ好走塁を見せると牧がそれに応える左前適時打を放ち、3位からの日本シリーズ進出を決めた。日本シリーズではソフトバンクと対戦し、初戦から2連敗を喫するが、主将としてチームをまとめ選手間ミーティングを主導。そこからチームは連勝し、第5戦（みずほPayPayドーム）では前田純からシリーズ第1号となる3点本塁打を決めた。本拠地横浜スタジアムで迎えた第6戦で勝利し、4勝2敗で球団26年ぶりの日本一を達成した。
2025年も昨年から引き続き、開幕から2番打者として出場。開幕4番のオースティンの離脱後も牧は2番固定で、宮﨑敏郎らが4番に起用されていたがチームの状態は上向かず、「チームで戦っていく上で軸となる人が4番に入った方がいいのかな」と考え、自身が4番を打つと三浦監督に直訴。直訴される直前、三浦側もちょうどコーチミーティングで牧を4番に据える方針で固まっており、互いの意見が一致した形で、4月17日からオースティン復帰直前の5月4日まで4番打者を務めた。その後、オースティンは復帰後から調子が上がらず、5月30日から再度牧が4番に座っている。5月29日から31日、3試合連続本塁打を打ち、10本塁打目に到達。桑田武（1959年〜1963年）、村田修一（2003年〜2007年）に続く球団史上3人目となる新人から5年連続2桁本塁打となった。5月はその3本を含む7本塁打を打ち、月間本塁打はリーグトップ、更に月間打率、安打数、得点もリーグトップで殊勲安打9本を記録し、自身4度目の月間MVPに選出された。7月31日のヤクルト戦（横浜スタジアム）で先制3点本塁打を含む3安打の活躍で新人年から5年連続となるシーズン100安打に到達した。しかし、その翌日である8月1日の試合前練習に参加せず、登録を抹消された。7日、東京都内の病院で左MP関節尺側側副靭帯修復術の手術を受けたことが球団より発表された。

## 代表経歴
2023年、ワールド・ベースボール・クラシック（WBC）の日本代表メンバーに選出された。同大会では二塁手として出場し、1次ラウンドの中国戦とチェコ戦で合わせて2本の本塁打を記録した。

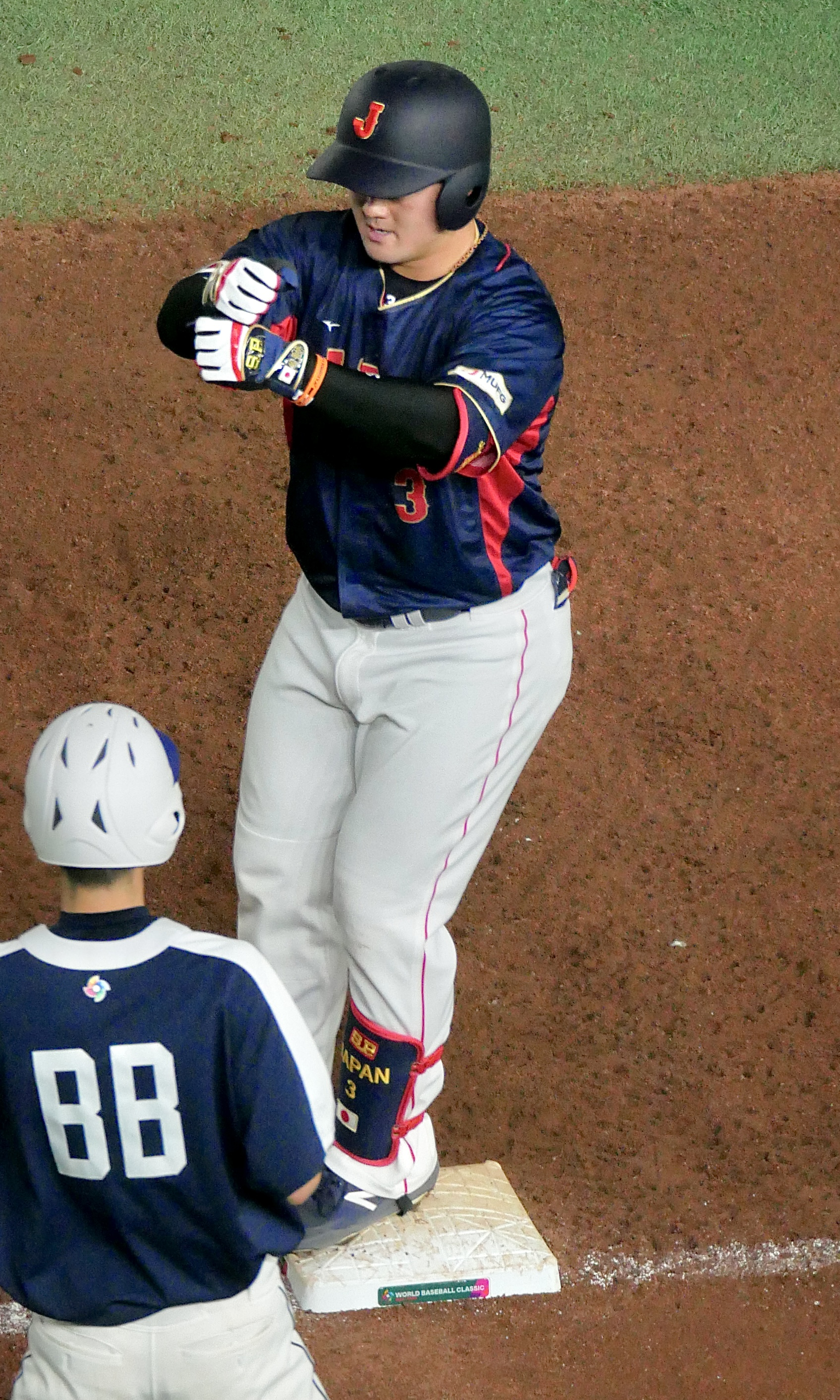
2023年3月12日、東京ドームにて。WBCで出塁をしてペッパーミルパフォーマンスをする牧。

また、この年はカーネクスト アジアプロ野球チャンピオンシップ2023の日本代表メンバーにも選出された。ワールド・ベースボール・クラシック（WBC）のメンバーからは唯一の選出となり、このシーズンは春から秋と年間を通して長い1年となった。同大会では一塁手として出場し、韓国との決勝戦では1本塁打と成績を残して連覇に貢献し、決勝打を放った門脇誠と共にお立ち台に立った。

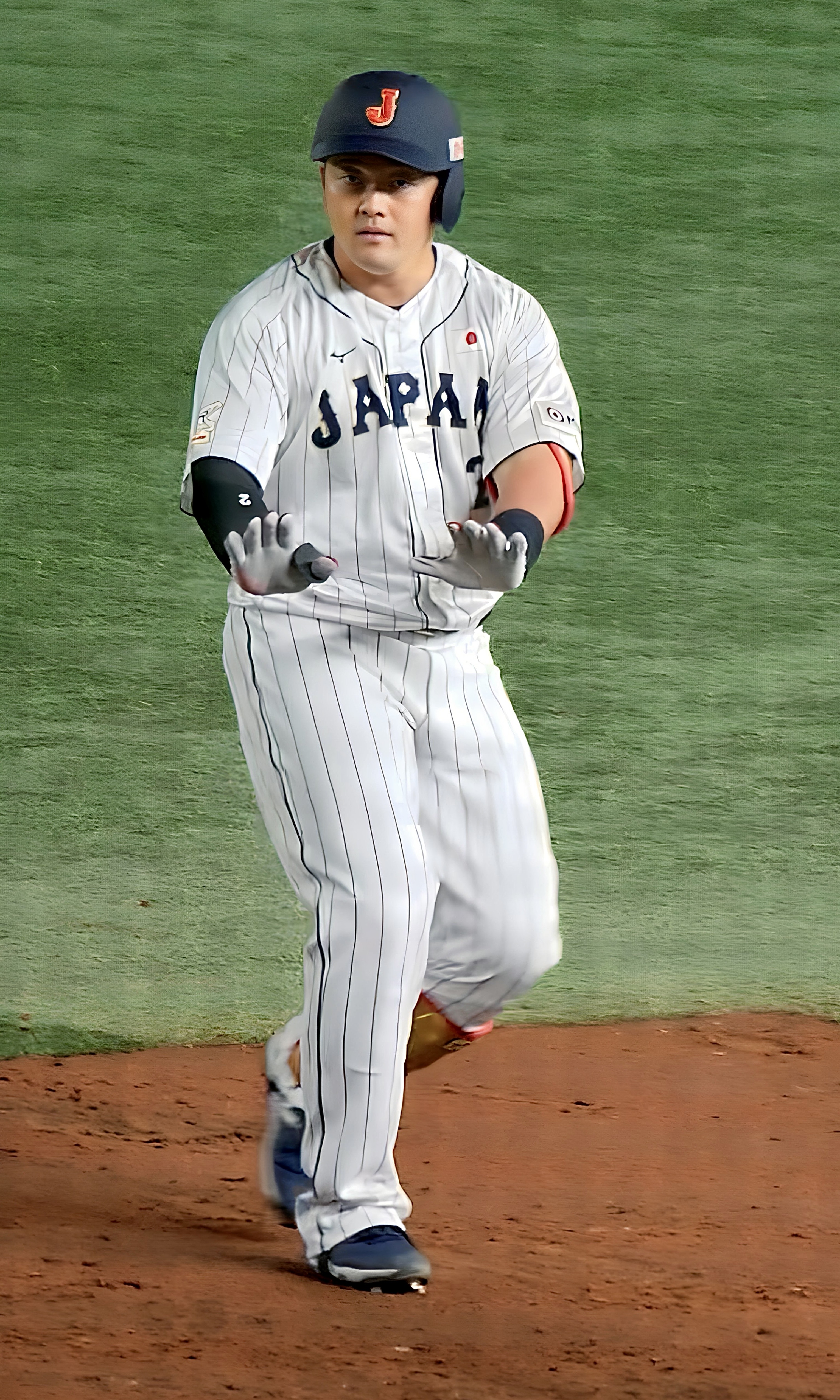
2023年11月17日、東京ドームにて。APBCで出塁をしてリラックスパフォーマンスをする牧。

2024年、第3回WBSCプレミア12の日本代表メンバーに選出された。主に「6番・一塁手」として出場し、スーパーラウンドのベネズエラ戦では同点に追いついた直後の二死満塁の場面で決勝点となる勝ち越し満塁本塁打を記録した。

## 選手としての特徴

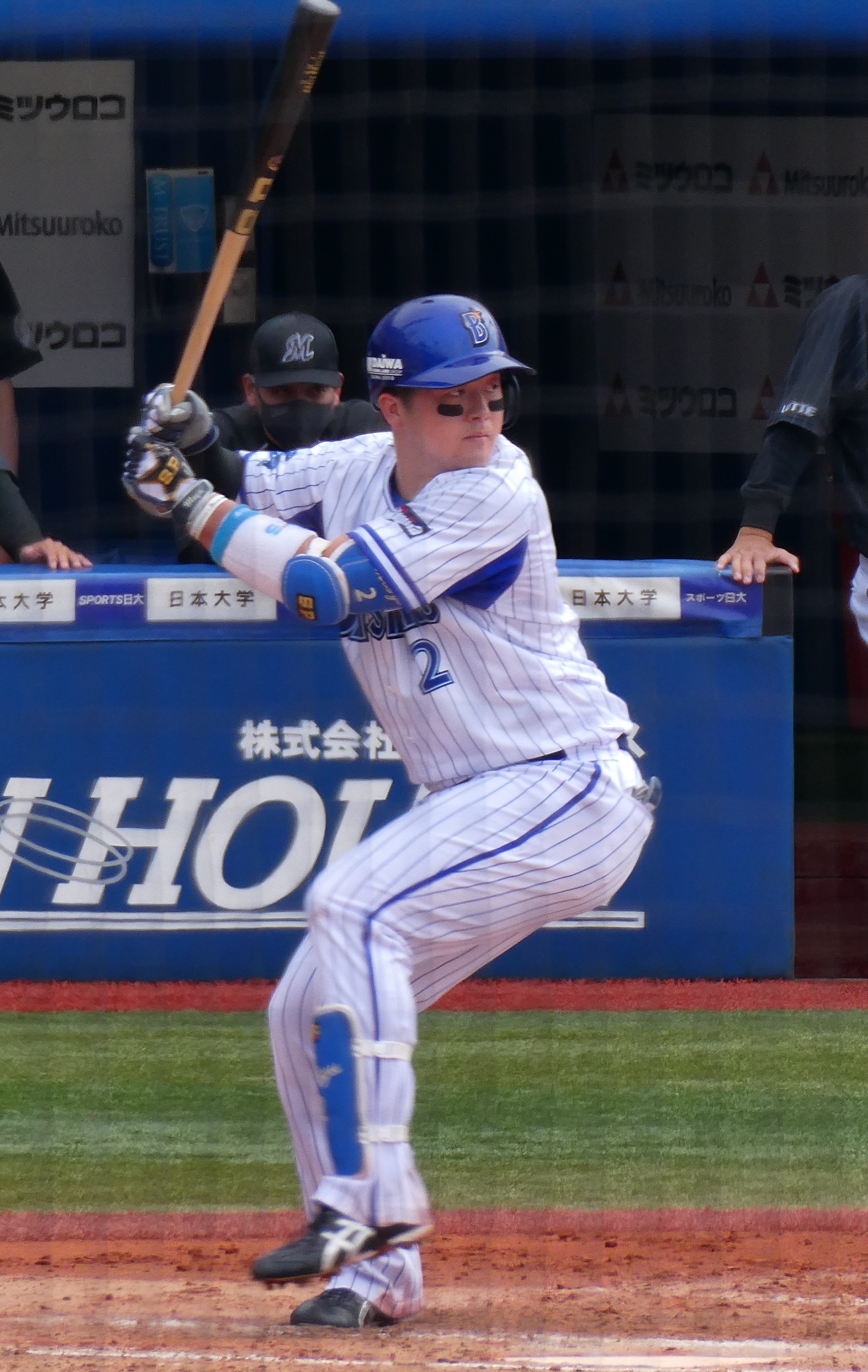
牧の打撃フォーム
（2021年）

### 打撃
バットコントロールに優れる中長距離打者。下半身の粘り強さにより、右方向に打つ力に長けており、2021年にサイクル安打を達成したときは、いずれの安打も中堅から右方向であった。中央大学時代に牧を指導した清水達也によると、入部時から右に打つ能力があったという。
DeNA入団以来、打点へのこだわりを口にしており、入団から3年連続でシーズンの得点圏打率は3割を超えていた。しかし、4年目はメンタル面が不安定であることも要因に、シーズンの得点圏打率が2割5分を下回った。また、自分の安打といえば二塁打というほど、こちらも牧自身こだわりを持っている打撃の強みであり、入団から4年連続のシーズン30二塁打のプロ野球記録を持つ。
地方球場が苦手であり、2025年5月終了時点での地方球場の通算成績は14試合に出場して52打数6安打の打率.115と、本塁打に至っては1本も打っておらず、打点は2022年5月10日巨人戦（新潟）の1点しかない。

### 守備
守備は送球精度が高い。二塁手として守備力はそこまで高く評価されていないものの、球際に強く、カットプレーなどで見せる強い肩が武器となっている。
本職の守備位置は二塁手だが、「試合に出られる場所であれば、セカンドでなくてもサードでもファーストでも出られるような準備をしていきたい」と語っているように、プロ入り1年目には高校以来となる一塁手を務めた。DeNAの三浦大輔監督は、牧の守備を「意外と器用だなと思って見ていますね」と評価している。

## 人物

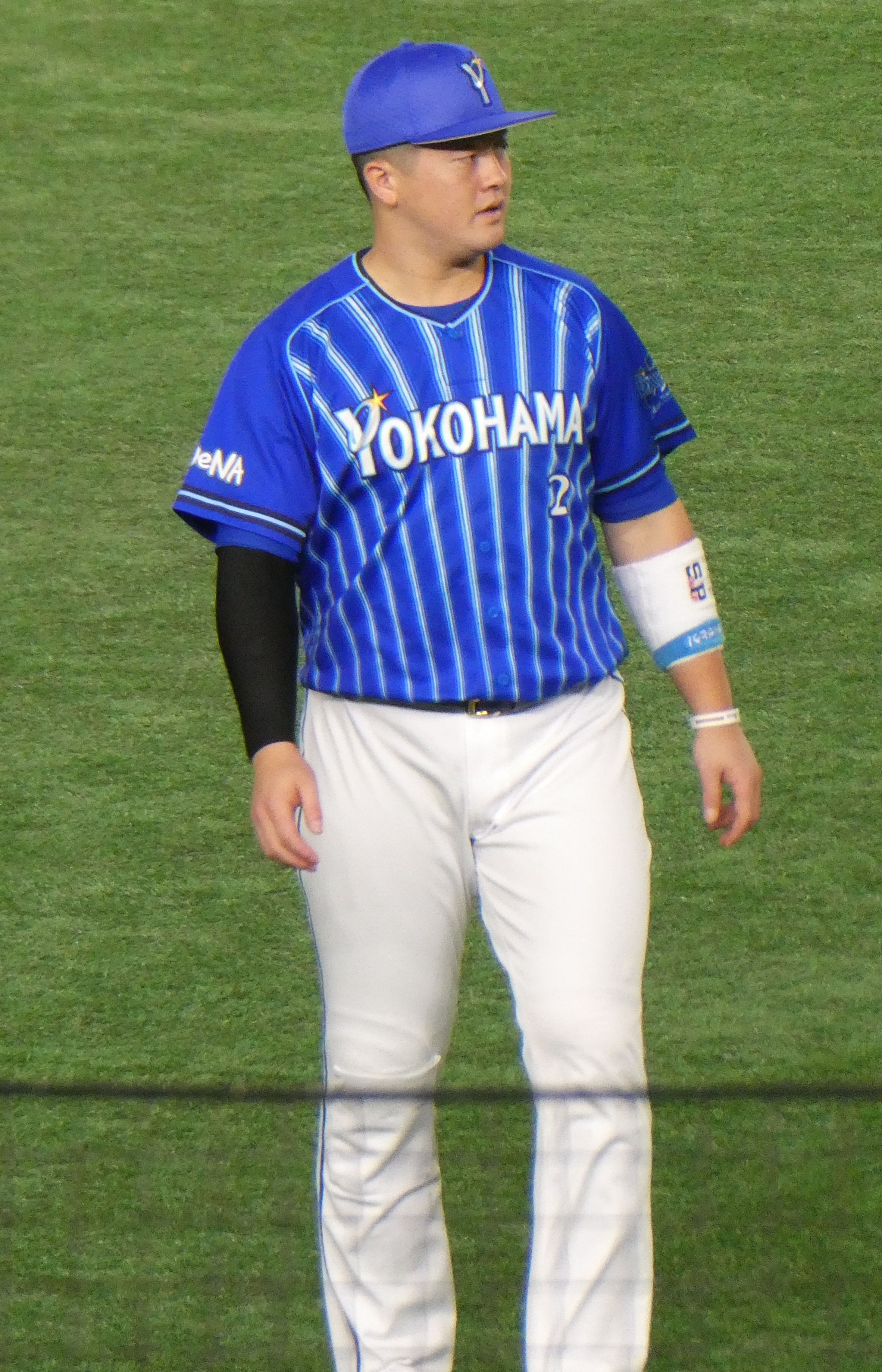
2021年8月28日、東京ドームにて

実家は中野市内で美容室「coco」を営んでいる。
「鍛えたそのパワー」の歌い出しで始まる個人応援歌は、かつて谷繁元信の横浜大洋ホエールズ時代、村田修一のベイスターズ在籍時代に使用されていた曲。
漫画『SLAM DUNK』の登場人物である牧紳一と苗字が同じで、かつ神奈川No.1プレイヤーという共通点から、テレビアニメ版『SLAM DUNK』のオープニング主題歌とエンディング主題歌を登場曲としている。2021年11月16日には、同作で牧紳一役を演じた声優の江川央生との対談動画が公開された。
本塁打を打った際にはYouTuberコンビ・サワヤンのポーズを真似たパフォーマンス「デスターシャ」を披露する。
DeNAで二遊間を組む大和のことを師匠と慕っており、1年目のオフから大和の自主トレに弟子入りしている。
阪神の佐藤輝明とは大学3年の日本代表合宿で知り合ってから仲が良く、東京オリンピック開催に伴うシーズン中断期間中の2021年7月20日には2人でインスタライブを行っており、2023年11月17日には2人のコラボレーショングッズもBAYSTOREより発売された。
2022年オフ、大学時代から交際していた同級生の女性との結婚を発表した。2024年6月に第1子が誕生した
2023年に登場曲としてHIPPYとNOBUからそれぞれ楽曲を書き下ろし提供してもらう。

## 詳細情報

### 年度別打撃成績
| 年 度     | 球 団     | 試 合 | 打 席 | 打 数 | 得 点 | 安 打 | 二 塁 打 | 三 塁 打 | 本 塁 打 | 塁 打 | 打 点 | 盗 塁 | 盗 塁 死 | 犠 打 | 犠 飛 | 四 球 | 敬 遠 | 死 球 | 三 振 | 併 殺 打 | 打 率 | 出 塁 率 | 長 打 率 | O P S |
| --------- | --------- | ----- | ----- | ----- | ----- | ----- | -------- | -------- | -------- | ----- | ----- | ----- | -------- | ----- | ----- | ----- | ----- | ----- | ----- | -------- | ----- | -------- | -------- | ----- |
| 2021      | DeNA      | 137   | 523   | 487   | 73    | 153   | 35       | 3        | 22       | 260   | 71    | 2     | 1        | 1     | 2     | 27    | 1     | 6     | 85    | 16       | .314  | .356     | .534     | .890  |
| 2022      | DeNA      | 135   | 568   | 509   | 63    | 148   | 36       | 1        | 24       | 258   | 87    | 3     | 3        | 0     | 6     | 43    | 4     | 10    | 82    | 14       | .291  | .354     | .507     | .861  |
| 2023      | DeNA      | 143   | 605   | 559   | 78    | 164   | 39       | 3        | 29       | 296   | 103   | 2     | 2        | 0     | 6     | 33    | 3     | 7     | 85    | 17       | .293  | .337     | .530     | .867  |
| 2024      | DeNA      | 133   | 561   | 517   | 76    | 152   | 33       | 0        | 23       | 254   | 74    | 11    | 0        | 0     | 2     | 37    | 5     | 5     | 59    | 13       | .294  | .346     | .491     | .837  |
| 通算：4年 | 通算：4年 | 548   | 2257  | 2072  | 290   | 617   | 143      | 7        | 98       | 1068  | 335   | 18    | 6        | 1     | 16    | 140   | 13    | 28    | 311   | 60       | .298  | .348     | .515     | .863  |

- 2024年度シーズン終了時
- 各年度の太字はリーグ最多

### 年度別打撃成績所属リーグ内順位
| 年 度 | 年 齢 | リ ｜ グ   | 打 率 | 安 打 | 二 塁 打 | 三 塁 打 | 本 塁 打 | 打 点 | 盗 塁 | 出 塁 率 |
| ----- | ----- | ---------- | ----- | ----- | -------- | -------- | -------- | ----- | ----- | -------- |
| 2021  | 23    | セ・リーグ | 3位   | 6位   | 2位      | 8位      | 8位      | 8位   | -     | -        |
| 2022  | 24    | セ・リーグ | 8位   | 7位   | 1位      | -        | 4位      | 2位   | -     | 8位      |
| 2023  | 25    | セ・リーグ | 4位   | 1位   | 1位      | 9位      | 3位      | 1位   | -     | -        |
| 2024  | 26    | セ・リーグ | 3位   | 6位   | 4位      | -        | 4位      | 3位   | 7位   | -        |

- 太字年度は規定打席到達年度
- -は10位未満（打率、出塁率は規定打席未到達の場合も-と表記）

### WBCでの打撃成績
| 年 度 | 代 表 | 試 合 | 打 席 | 打 数 | 得 点 | 安 打 | 二 塁 打 | 三 塁 打 | 本 塁 打 | 塁 打 | 打 点 | 盗 塁 | 盗 塁 死 | 犠 打 | 犠 飛 | 四 球 | 敬 遠 | 死 球 | 三 振 | 併 殺 打 | 打 率 | 出 塁 率 | 長 打 率 | O P S |
| ----- | ----- | ----- | ----- | ----- | ----- | ----- | -------- | -------- | -------- | ----- | ----- | ----- | -------- | ----- | ----- | ----- | ----- | ----- | ----- | -------- | ----- | -------- | -------- | ----- |
| 2023  | 日本  | 6     | 16    | 15    | 2     | 3     | 0        | 0        | 2        | 9     | 2     | 0     | 0        | 0     | 0     | 1     | 0     | 0     | 2     | 1        | .200  | .250     | .600     | .850  |

### 年度別守備成績
| 年 度 | 球 団 | 一塁  | 一塁  | 一塁  | 一塁  | 一塁  | 一塁     | 二塁  | 二塁  | 二塁  | 二塁  | 二塁  | 二塁     |
| 年 度 | 球 団 | 試 合 | 刺 殺 | 補 殺 | 失 策 | 併 殺 | 守 備 率 | 試 合 | 刺 殺 | 補 殺 | 失 策 | 併 殺 | 守 備 率 |
| ----- | ----- | ----- | ----- | ----- | ----- | ----- | -------- | ----- | ----- | ----- | ----- | ----- | -------- |
| 2021  | DeNA  | 67    | 307   | 22    | 0     | 38    | 1.000    | 102   | 210   | 295   | 8     | 67    | .984     |
| 2022  | DeNA  | -     | -     | -     | -     | -     | -        | 135   | 278   | 382   | 13    | 78    | .981     |
| 2023  | DeNA  | -     | -     | -     | -     | -     | -        | 143   | 336   | 406   | 9     | 92    | .988     |
| 2024  | DeNA  | 1     | 6     | 0     | 0     | 1     | 1.000    | 129   | 281   | 379   | 18    | 72    | .973     |
| 通算  | 通算  | 68    | 313   | 22    | 0     | 39    | 1.000    | 509   | 1105  | 1462  | 48    | 309   | .982     |

- 2024年度シーズン終了時
- 各年度の太字はリーグ最多

### タイトル
- 打点王：1回（2023年）
- 最多安打：1回（2023年）

### 表彰
- ベストナイン：2回（二塁手部門：2022年、2023年）
- セ・パ交流戦 日本生命 優秀選手賞：1回（2023年）
- 月間MVP：4回（打者部門：2021年10・11月[150]、2022年5月[151]、2023年8月[152]、2025年5月[120]）
- セ・リーグ 連盟特別表彰：1回（新人特別賞：2021年）
- 日本シリーズ SMBCみんなの声援賞：1回（2024年）
- オールスターゲーム 最優秀選手賞（MVP）：1回（2024年第1戦）
- オールスターゲーム マイナビドリーム賞：1回（2025年第2戦[153]）
- ホームランダービー 優勝 : 1回（2025年[153]）
- 中野市栄誉賞：3回（2020年[154]、2023年[155]、2025年[156]）
- 長野県スポーツ栄誉賞（2023年）[157]
- abnスポーツ大賞
  - 大賞（2023年度）[158]
  - 特別賞（2021年度）[159]
- ロデオドライブ ニューヒーロー賞（2021年）[160]

### 記録
初記録
- 初出場・初先発出場：2021年3月26日、対読売ジャイアンツ1回戦（東京ドーム）、「3番・一塁手」で先発出場
- 初打席：同上、1回表に菅野智之から三ゴロ
- 初安打：2021年3月27日、対読売ジャイアンツ2回戦（東京ドーム）、8回表に高梨雄平から二塁内野安打
- 初打点：2021年3月28日、対読売ジャイアンツ3回戦（東京ドーム）、1回表に今村信貴から左線適時二塁打
- 初本塁打：2021年3月31日、対東京ヤクルトスワローズ2回戦（横浜スタジアム）、6回裏に高梨裕稔から左越3ラン
- 初盗塁：2021年8月19日、対阪神タイガース18回戦（東京ドーム）、8回裏に三盗（投手：及川雅貴、捕手：梅野隆太郎）

節目の記録
- 100本塁打：2025年4月4日、対広島東洋カープ1回戦（MAZDA Zoom-Zoomスタジアム広島）、3回表に森下暢仁から左越2ラン ※史上309人目[161]

その他の記録
- DeNA球団通算8000号本塁打：2021年4月6日、対中日ドラゴンズ1回戦（バンテリンドーム）、9回表に鈴木博志から左越ソロ
- サイクル安打：2021年8月25日、対阪神タイガース20回戦（京セラドーム大阪）※史上70人目（75度目）、元号が令和に変わって初めてのサイクル安打達成、新人での達成は公式戦史上初[162]
- 5打席連続二塁打：2021年10月23日 - 26日 ※プロ野球記録[43]
- 新人シーズン35二塁打：2021年 ※セ・リーグ史上最多[163]
- 新人シーズン14猛打賞：2021年 ※長嶋茂雄と並び史上最多タイ[163]
- プロ入りから4年連続20本塁打 ※史上5人目、球団史上初[103][104][105]
- プロ入りから4年連続30二塁打 ※史上初[102]
- 甲子園球場5試合連続本塁打：2023年5月14日 - 8月30日 ※1960年の藤本勝巳、1986年のランディ・バースに次いで史上3人目（本拠地の選手を除くと史上初）[164]
- オールスターゲーム出場：4回（2022年、2023年、2024年、2025年）

### 背番号
- 2（2021年[26] - 、アジアプロ野球チャンピオンシップ2023 ）
- 3（侍ジャパンシリーズ2022、2023年WBC）

### 代表歴
- 2019年 第43回日米大学野球選手権大会 大学野球日本代表
- 2023 ワールド・ベースボール・クラシック日本代表
- 2023 アジア プロ野球チャンピオンシップ 日本代表
- 2024 WBSCプレミア12 日本代表